# Nemzeti Bajnokság I 2012-13
La Nemzeti Bajnokság I 2012-13 fue la 111ª temporada de la Primera División de Hungría. El nombre oficial de la liga fue OTP Bank Liga por razones de patrocinio. La temporada inició el 27 de julio de 2012 y finalizó el 2 de junio de 2013. El campeón fue el club Győri ETO FC, que consiguió su 4° título de liga, el primero desde 1983.
Los dieciséis clubes en competencia disputan dos ruedas con un total de 30 partidos disputados por club. Al final de la temporada, los dos últimos clasificados descienden y son sustituidos por los campeones de los dos grupos de la NB2, la segunda división de Hungría.

## Equipos
Vasas Budapest y Zalaegerszegi TE terminaron la temporada 2011/12 en los dos últimos lugares y por lo tanto fueron relegados a sus respectivas divisiones en la NB2.
Los dos equipos descendidos fueron reemplazados por los campeones de los dos grupos de la NBII 2011/12, Egri FC del grupo "Este" y MTK Budapest del grupo "Oeste". Cada uno de los dos primeros equipos ascendieron a la primera división.
| Pos | Descendidos de Nemzeti Bajnokság I |
| --- | ---------------------------------- |
| 15º | Vasas Budapest                     |
| 16º | Zalaegerszegi TE                   |

| Pos | Ascendidos de Nemzeti Bajnokság II |
| --- | ---------------------------------- |
| 1º  | Egri FC (Este)                     |
| 1º  | MTK Budapest (Oeste)               |

## Clubes
| Club                 | Ciudad         | Estadio                   | Capacidad |
| -------------------- | -------------- | ------------------------- | --------- |
| Honvéd Budapest      | Budapest       | Bozsik Stadion            | 9.500     |
| Debreceni VSC        | Debrecen       | Stadion Oláh Gábor Út     | 10.200    |
| Diósgyőri VTK        | Miskolc        | DVTK Stadion              | 11.398    |
| Egri FC              | Eger           | Tibor Városi Stadion      | 6.000     |
| Ferencvárosi TC      | Budapest       | Albert Flórián Stadion    | 15.804    |
| Győri ETO FC         | Győr           | ETO Park                  | 15.600    |
| Kaposvári Rákóczi FC | Kaposvár       | Rákóczi Stadion           | 7.000     |
| Kecskeméti TE        | Kecskemét      | Széktói Stadion           | 6.320     |
| Lombard-Pápa TFC     | Pápa           | Perutz Stadion            | 5-500     |
| MTK Budapest         | Budapest       | Estadio Nándor Hidegkuti  | 7.515     |
| Paksi SE             | Paks           | Fehérvári úti stadion     | 4.400     |
| Pécsi MFC            | Pécs           | Stadion PMFC              | 7.000     |
| BFC Siófok           | Siófok         | Révész Géza utcai stadion | 6.500     |
| Szombathelyi Haladás | Szombathely    | Rohonci úti stadion       | 9.500     |
| Újpest FC            | Budapest       | Estadio Ferenc Szusza     | 13.501    |
| Videoton FC          | Székesfehérvár | Sóstói Stadion            | 14.300    |

## Tabla de posiciones
- Al final de la temporada, el campeón clasifica para la segunda ronda previa de la UEFA Champions League 2013-14. Mientras que el segundo y tercer lugar en el campeonato más el campeón de la Copa de Hungría disputarán la UEFA Europa League 2013-14.

|                 |     | Equipo               | PJ | PG | PE | PP | GF | GC | DG  | PTS |
| --------------- | --- | -------------------- | -- | -- | -- | -- | -- | -- | --- | --- |
| Clasificó a UCL | 1.  | Győri ETO FC         | 30 | 19 | 7  | 4  | 57 | 33 | +24 | 64  |
| Clasificó a UEL | 2.  | Videoton FC          | 30 | 16 | 6  | 8  | 52 | 24 | +28 | 54  |
| Clasificó a UEL | 3.  | Honvéd Budapest      | 30 | 15 | 7  | 8  | 50 | 36 | +14 | 52  |
|                 | 4.  | MTK Budapest (A)     | 30 | 15 | 6  | 9  | 43 | 30 | +13 | 51  |
|                 | 5.  | Ferencváros Budapest | 30 | 13 | 10 | 7  | 51 | 36 | +15 | 49  |
| Clasificó a UEL | 6.  | Debreceni VSC (C)    | 30 | 14 | 4  | 12 | 47 | 36 | +11 | 46  |
|                 | 7.  | Haladás Szombathely  | 30 | 11 | 11 | 8  | 36 | 27 | +9  | 44  |
|                 | 8.  | Kecskeméti TE        | 30 | 12 | 8  | 10 | 42 | 42 | 0   | 44  |
|                 | 9.  | Újpest Budapest      | 30 | 11 | 8  | 11 | 40 | 42 | –2  | 41  |
|                 | 10. | Diósgyőri VTK        | 30 | 9  | 11 | 10 | 31 | 39 | –8  | 38  |
|                 | 11. | Kaposvári Rákóczi FC | 30 | 10 | 7  | 13 | 35 | 38 | –3  | 37  |
|                 | 12. | Pécsi Mecsek FC      | 30 | 10 | 7  | 13 | 33 | 44 | –11 | 37  |
|                 | 13. | Paksi FC             | 30 | 8  | 11 | 11 | 40 | 38 | +2  | 35  |
|                 | 14. | Lombard Pápa         | 30 | 7  | 7  | 16 | 26 | 46 | –20 | 28  |
| Descendió       | 15. | Bodajk FC Siófok     | 30 | 7  | 4  | 19 | 31 | 61 | –30 | 25  |
| Descendió       | 16. | Egri FC (A)          | 30 | 3  | 6  | 21 | 25 | 67 | –42 | 15  |

- (C) Campeón de la Copa de Hungría.
- (A) Club ascendido la temporada anterior.

|  | Clasificado para la UEFA Champions League 2013-14. |
|  | Clasificado para la UEFA Europa League 2013-14.    |
|  | Descenso a la Nemzeti Bajnokság II.                |

## Máximos goleadores
Fuente: MLSZ 
| Jugador         | Club         | Goles |
| --------------- | ------------ | ----- |
| Adamo Coulibaly | Debrecen     | 18    |
| Dániel Böde     | Ferencváros  | 17    |
| Péter Kabát     | Újpest       | 13    |
| Nemanja Nikolić | Videoton     | 13    |
| Roland Varga    | Győr         | 12    |
| Gergely Délczeg | Honvéd       | 10    |
| Attila Simon    | Paksi SE     | 10    |
| János Lázok     | Paksi SE     | 9     |
| József Kanta    | MTK Budapest | 9     |
| Goran Marić     | Lombard-Pápa | 9     |
| Norbert Németh  | Eger         | 9     |